# The Stooges (album)
|  | Denne artikel omhandler albummet The Stooges. For bandet af samme navn se: The Stooges |
The Stooges er titlen på The Stooges første LP fra 1969. Den er nok mest kendt for sangen "I Wanna Be Your Dog".